# المحامدة (مكيراس)

تعديل مصدري - تعديل

المحامدة هي إحدى قرى عزلة مكيراس بمديرية مكيراس التابعة لمحافظة البيضاء، بلغ تعداد سكانها 74 نسمة حسب تعداد اليمن لعام 2004.